# Warta Poznań
El Warta Poznań es un club deportivo de la ciudad de Poznań, en Polonia. Fue fundado en 1912 y es la institución deportiva más antigua de la capital del Voivodato de Gran Polonia. Milita actualmente en la II Liga de Polonia, la tercera categoría del fútbol polaco. El Warta Poznań dispone igualmente de varias secciones deportivas, destacando la de hockey sobre césped, vencedora del campeonato de Polonia en doce ocasiones, y las secciones de atletismo, boxeo, tenis y voleibol, entre otros.

## Historia
Fundado en 1912, su nombre en polaco significa «guardia», además de ser el nombre en polaco del río Varta, sobre el cual la ciudad de Poznan sitúa. La sección de fútbol del Warta Poznań fue durante el período de entreguerras uno de los equipos más potentes del campeonato polaco, proclamándose campeona en 1929 y quedando en segunda (1922, 1925, 1928 y 1938) y en tercera posición (1921, 1923, 1926, 1927, 1932, 1935 y 1936) en múltiples ocasiones. También participó en la primera edición de la Copa de Polonia, alcanzando las semifinales. Finalizada la Segunda Guerra Mundial, el Warta obtuvo su segundo y último título liguero en 1947. En 1950 desciende a segunda división, pasando las próximas décadas en el fútbol semiprofesional polaco. En la temporada 1992/93 regresa a la primera división, aunque solo se mantendría en la máxima categoría por dos años. En la temporada 2020/21 el Warta Poznań retornó a la Ekstrakalsa tras 25 años de ausencia, después de imponerse al Radomiak Radom en las eliminatorias de playoff por 2-0.
Además del fútbol, el Warta también dispone de otras disciplinas deportivas de gran tradición en las competiciones del país, como boxeo (el club ganó el campeonato polaco 11 veces, entre 1927 y 1939), hockey sobre césped (el club ganó el campeonato polaco 12 veces entre 1963 y 1980 y participó en la Euroliga masculina de hockey durante la década de 1970) y tenis (el tenista Wiesław Gąsiorek se proclamó campeón de Polonia 12 veces entre 1959 y 1970 y participó en la Copa Davis). En total, los equipos Warta, deportistas y deportistas ganaron casi 800 medallas en campeonatos polacos en diferentes disciplinas deportivas.

## Estadio

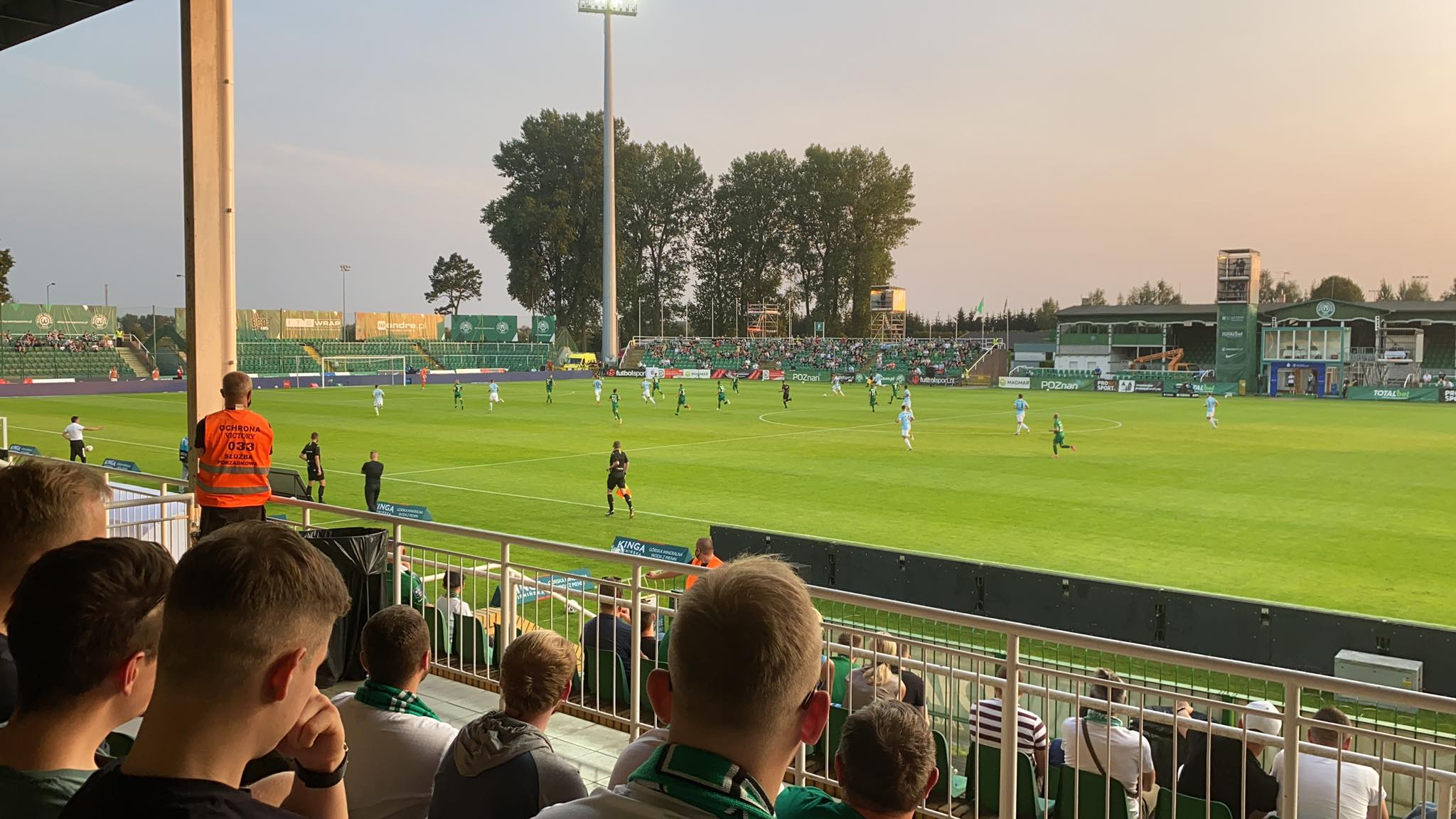
Partido de la Ekstraklasa entre el Warta y el Piast Gliwice, septiembre de 2020.

La sede social del Warta Poznań se ubica en Droga Dębińska 12, una amplia avenida próxima al río Varta en la que se encuentran varios recintos deportivos, incluido el estadio de fútbol del club, el estadio Dębińska, con capacidad para 4 694 espectadores. Este terreno de juego era inicialmente un campo de entrenamiento del Warta, reacondicionado en 1998 para que pueda albergar partidos oficiales tras el abandono del Estadio Edmund Szyc debido al mal estado de las infraestructuras. Debido a que el estadio Dębińska no se encontraba homologado por la Asociación Polaca de Fútbol y carecía de algunos elementos esenciales como un sistema de iluminación adecuado, tras el ascenso del Warta a la Ekstraklasa en la temporada 2020-21 pasó a disputar sus encuentros en el Estadio Dyskobolia del Dyskobolia Grodzisk Wielkopolski. Actualmente el estadio se encuentra en proceso de remodelación.

## Jugadores

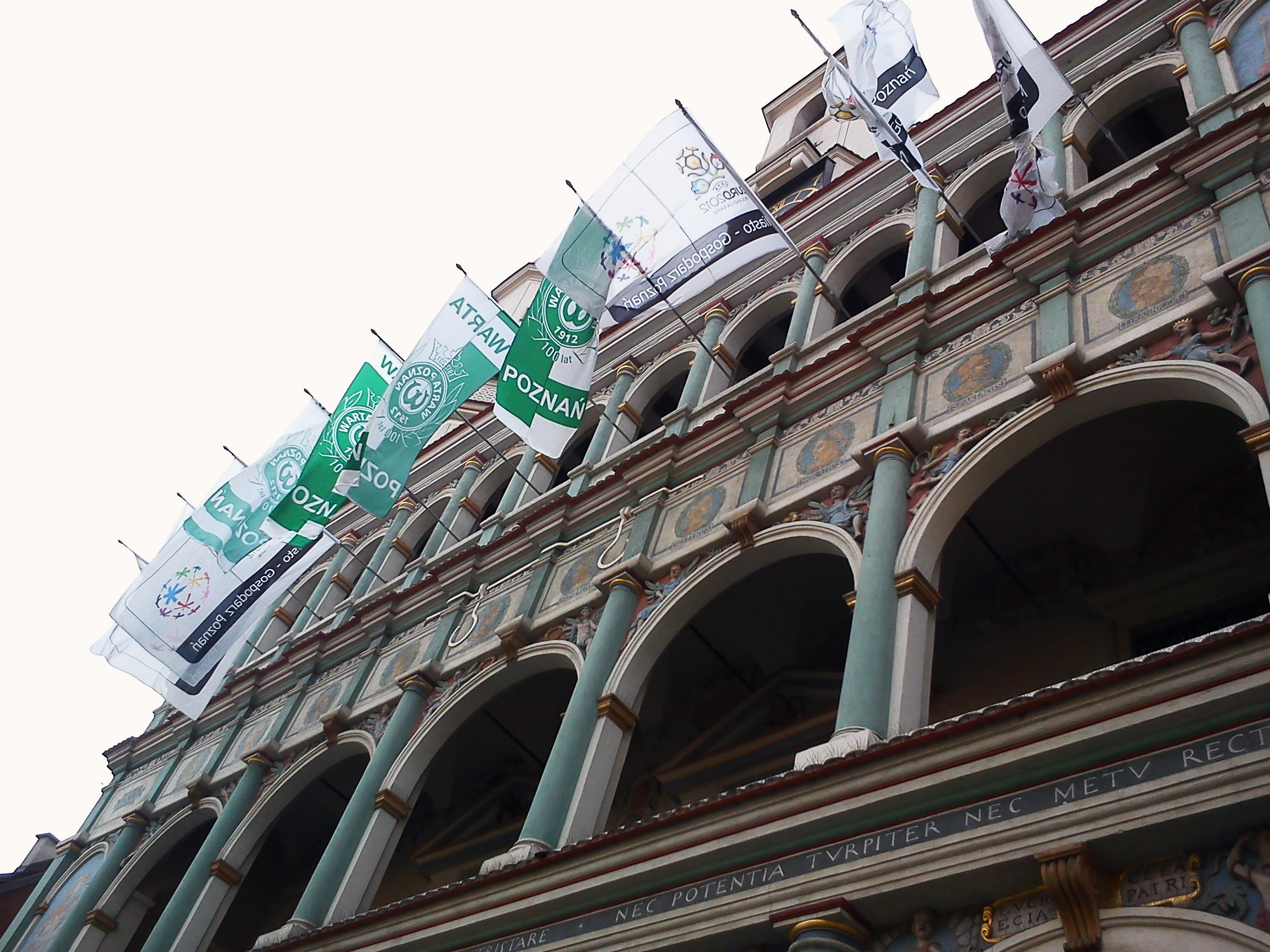
Los colores del Warta colgados en el Ayuntamiento de Poznań, celebrando su centenario en 2012.

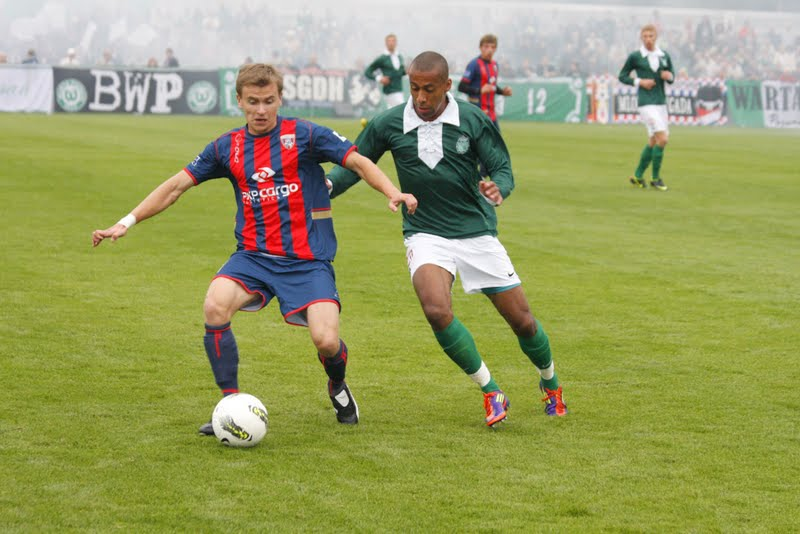
Partido conmemorativo entre el Warta y el Pogoń Lwów, por el 100 aniversario del club.

### Plantilla 2023/24
Actualizado el 1 de mayo de 2024.

### Jugadores destacados
- Marian Einbacher
- Marian Fontowicz
- Bolesław Gendera
- Tomasz Iwan
- Adam Knioła
- Kajetan Kryszkiewicz
- Alain Ngamayama
- Arkadiusz Onyszko
- Krzysztof Pawlak
- Grzegorz Rasiak
- Krzysztof Ratajczyk
- Piotr Reiss
- Fryderyk Scherfke
- Marian Spoida
- Wawrzyniec Staliński
- Edmund Szyc
- Łukasz Trałka
- Maciej Żurawski

## Palmarés

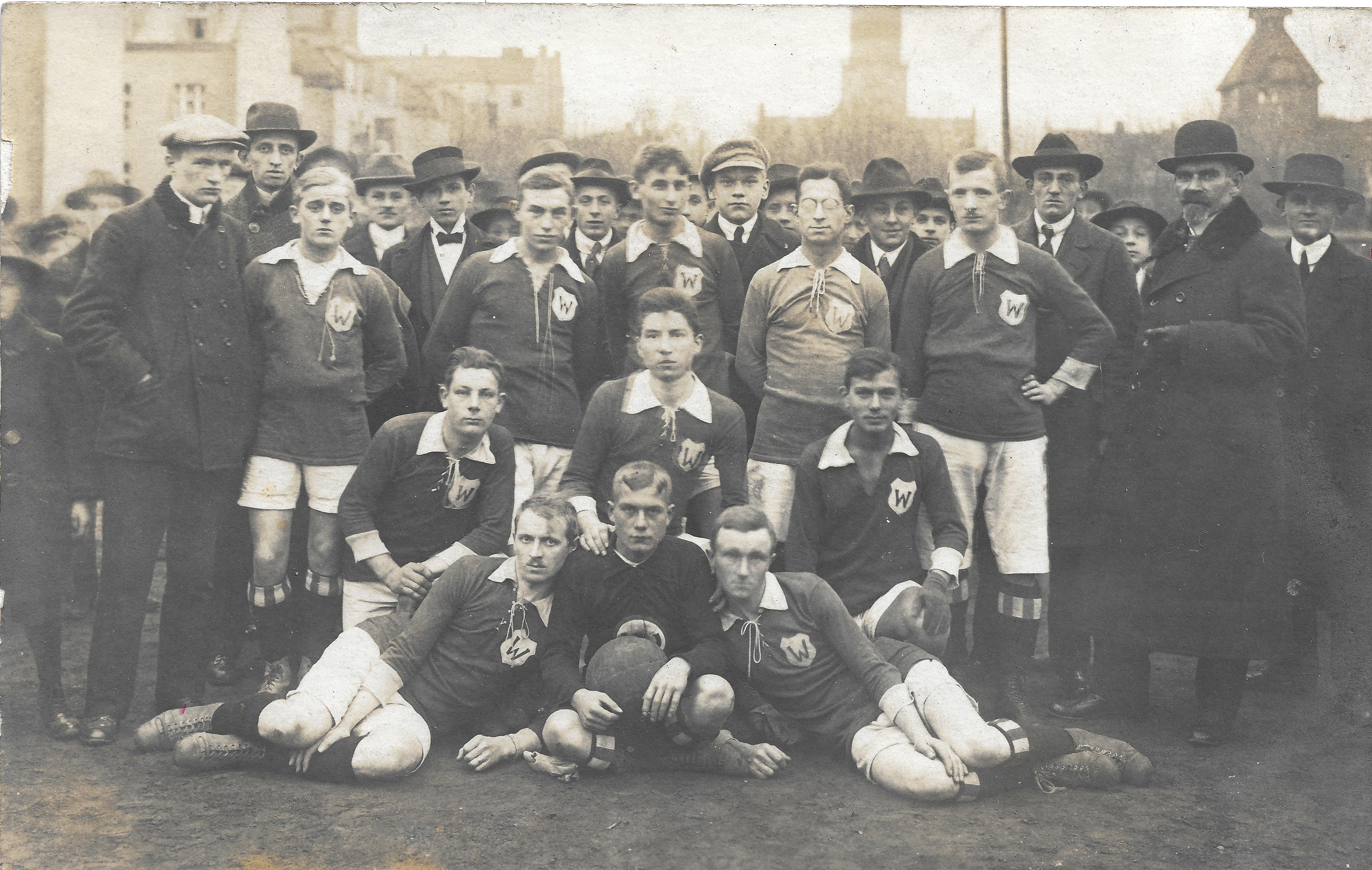
La plantilla del Warta Poznań en 1920.

### Torneos nacionales
- Ekstraklasa:
  - Ganador (2): 
    - 1929, 1947

  - Subcampeón (5): 
    - 1922, 1925, 1928, 1938, 1946

- Copa de Polonia:
  - En 1925 alcanzó las semifinales contra el Sparta Lwów (0:1).

## Entrenadores
- Béla Fűrst (1921–22)
- Gyula Bíró (1924–25)
- Béla Fűrst (1929–30)
- Zygfryd Kosicki (1930)
- Marian Spoida (1931)
- Kazimierz Śmiglak (1931)
- Marian Spoida (1931–32)
- Kazimierz Śmiglak (1932)
- Józef Waxmann (1932–33)
- Zygfryd Kosicki (1933–34)
- Adolf Riebe (1935–37)
- Károly Fogl (1938–39)
- Fryderyk Scherfke (1939)
- Mieczysław Balcer (1946)
- Kazimierz Śmiglak (1947)
- Károly Fogl (1947-48)
- Kazimierz Śmiglak (1948)
- Vaclav Križek (1948–49)
- Kazimierz Śmiglak (1949)
- Károly Fogl (1950–51)
- Edward Nowicki (1952)
- Michał Matyas (1955–56)
- László Fenyvesi (1957–58)
- Edward Nowicki (1958–59)
- Stanisław Kaźmierczak (1960)
- Jerzy Godek (1971)
- Stefan Żywotko (1971–74)
- Tadeusz Błażejewski (1974)
- Zbigniew Kazmucha (1975)
- Bogdan Dzięgielewski (1975–76)
- Roman Komasa (1977–79)
- Tadeusz Łuczak (1979–82)
- Jan Stępczak (1983–84)
- Andrzej Żurawski (1991)
- Andreas Mparmperis (1991)
- Wojciech Wąsikiewicz (1992–93)
- Eugeniusz Samolczyk (1993–94)
- Tadeusz Łuczak (1994)
- Wojciech Wąsikiewicz (1994)
- Krzysztof Pawlak (1994–95)
- Marek Giese y Mirosław Myśliński (1995)
- Włodzimierz Jakubowski (1995–96)
- Andrzej Żurawski (1996–97)
- Mariusz Niewiadomski (1997)
- Andrzej Żurawski (1997–99)
- Jarosław Szuba (1999)
- Tomasz Wichniarek (1999)
- Antoni Pluskota (1999)
- Tadeusz Łuczak (2000–01)
- Wojciech Wąsikiewicz (2001–02)
- Krzysztof Pancewicz (2002–03)
- Wojciech Wąsikiewicz (2003–04)
- Jarosław Araszkiewicz (2004–07)
- Ryszard Łukasik (2007)
- Bogusław Baniak (2007–09)
- Marek Czerniawski (2009–10)
- Ryszard Łukasik (2010)
- Bogusław Baniak (2011)
- Czesław Jakołcewicz (2011)
- Artur Płatek (2011)
- Jarosław Araszkiewicz (2011–12)
- Czesław Owczarek (2012)
- Ryszard Łukasik (2012)
- Czesław Owczarek (2012)
- Waldemar Przysiuda (2013)
- Maciej Borowski (2013)
- Krzysztof Pawlak (2013)
- Marek Kamiński (2013–14)
- Piotr Kowal (2014)
- Tomasz Bekas (2014–16)
- Petr Němec (2016–19)
- Piotr Tworek (2019–21)
- Dawid Szulczek (2021–)